# Satoshi Miura
Satoshi Miura (jap. 三浦 惺, Miura Satoshi; * 3. April 1944) ist ein japanischer Manager.

## Leben
Seit 1967 ist Miura Mitarbeiter des japanischen Unternehmens Nippon Telegraph and Telephone. Seit 2007 ist er dessen Präsident und CEO.